# Lüttich–Bastogne–Lüttich 1971
Lüttich-Bastogne-Lüttich 1971 war die 57. Austragung von Lüttich–Bastogne–Lüttich, eines eintägigen Straßenradrennens. Es wurde am 25. April 1971 über eine Distanz von 251 km ausgetragen.
Sieger des Rennens wurde Eddy Merckx vor Georges Pintens und Frans Verbeeck.

## Teilnehmende Mannschaften
| Profi-Radsportteams (10)- Molteni - Hertekamp-Magniflex - Watney-Avia - Sonolor-Lejeune - Salvarani - Peugeot-BP-Michelin - Scic - Goudsmit-Hoff - BiC - Flandria-Mars |
| |

## Ergebnis
| Rank | Rider             | Team                     | Time       |
| ---- | ----------------- | ------------------------ | ---------- |
| 1    | Eddy Merckx       | Molteni                  | 6h 57' 10" |
| 2    | Georges Pintens   | Hertekamp-Magniflex-Novy | gl. Zeit   |
| 3    | Frans Verbeeck    | Watney-Avia              | + 4' 51"   |
| 4    | Gilbert Bellone   | Sonolor-Lejeune          | gl. Zeit   |
| 5    | Antoon Houbrechts | Salvarani                | gl. Zeit   |
| 6    | Ferdinand Bracke  | Peugeot-Michelin-BP      | + 5' 51"   |
| 7    | Joseph Bruyère    | Molteni                  | gl. Zeit   |
| 8    | Raymond Delisle   | Peugeot-Michelin-BP      | + 6' 45"   |
| 9    | Felice Gimondi    | Salvarani                | + 6' 54"   |
| 10   | Attilio Benfatto  | SCIC                     | gl. Zeit   |